# Consolatio ad Liviam
La Consolatio ad Liviam è un'elegia latina, in passato attribuita a Ovidio.
Si presenta come consolatio in distici elegiaci (474 versi) a Livia Drusilla, moglie di Augusto, per la scomparsa del figlio di lei Druso maggiore, morto per un infortunio nel 9 a.C. mentre stava conducendo una spedizione in Germania.

## Contenuto
L'opera, dopo un proemio, presenta una struttura chiaramente bipartita: all'elogio per il defunto (laudatio funebris) e al lamento per la sua morte, segue la parte consolatoria propriamente detta.
Il poeta fa mostra di rivolgersi direttamente a vari destinatari tra i molti presenti alla cerimonia funebre: oltre naturalmente a Livia, interpella anche il defunto, poi il popolo romano, il fratello (Tiberio) e la vedova (Antonia minore) di Druso. Vengono descritte in dettaglio anche la sepoltura, il trasporto della salma dalla Germania a Roma e la sua cremazione, infine la fama postuma di Druso, affidata a iscrizioni e monumenti.
Dopo l'elogio di Antonia si passa alla seconda parte, la consolatio vera e propria: si fa ricorso ad argomenti stoicheggianti e topoi retorici. Nel finale il poeta si rivolge un'ultima volta a Livia, le ricorda che il figlio minore Tiberio - così come Augusto - è ancora vivo, motivo per cui la sua casa non deve essere in lutto.

## Paternità e datazione
Il poema compare per la prima volta in manoscritti del XV secolo, sotto la dicitura Publii Ovidii Nasonis Consolatio ad Liviam Augustam de morte Drusi Neronis filii eius qui in Germania morbo periit o similari. L'opera fu a lungo considerata opera di Ovidio, mentre in seguito tale attribuzione è stata smentita. Nel 1849 Moriz Haupt propose una tesi estremistica secondo cui si trattava addirittura di un falso, opera di un umanista del '400. Anche questo parere però è stato respinto, in quanto l'elegia presenta una conoscenza di elementi di storia romana troppo dettagliata per pensare a una falsificazione.
Il problema della paternità non è però stringente quanto quello della datazione; attestato che il terminus post quem non può che essere il 9 a.C., il testo deve essere sicuramente successivo e non connesso alla cerimonia funebre di Druso, come pure pretende di essere.
Già nel 1889 Otto Schantz vi ravvisò dipendenze dallo stile di Seneca e la paragonò alle suasoriae, esercizi di retorica tipici dell'epoca in questione, ovvero gli anni 40, quindi sotto l'impero di Claudio, peraltro figlio di Druso stesso. Sempre ai primi anni 40 risalgono anche le tre consolationes senecane (ad Marciam, ad Polybium, ad Helviam matrem). Anche Ulrich Schlegelmilch interpretò il componimento come suasoria, collocandola però nell'età di Caligola (33-38).
Henk Schoonhoven ravvisò in singoli passaggi polemiche anti-neroniane, proponendo una datazione al 54, anno in cui Nerone divenne imperatore ai danni del fratellastro Britannico, figlio di Claudio, anche se questa datazione tardiva non ha riscosso grandi consensi.
Il testo appare affine anche alle Elegiae in Maecenatem. Si tratta di una coppia di elegie incluse nella cosiddetta Appendix Vergiliana, in cui si pretende che a parlare sia Mecenate morente. Come si vede, anche qui il tema è quello in voga nelle esercitazioni retoriche; è possibile così proporre sia per le Elegiae sia per la Consolatio un retroterra culturale comune e una datazione coeva alla prima metà del I secolo d.C., ovvero tra la metà del principato di Augusto e gli ultimi anni di quello di Claudio.

## Edizioni
Edizioni critiche
- Publii Ovidii Nasonis Halieutica, Fragmenta, Nux. Incerti Consolatio ad Liviam, edidit F. W. Lenz, Paravia, Torino 1937.